# Viotti (Stradivarius)
Pour les articles homonymes, voir Viotti (homonymie).

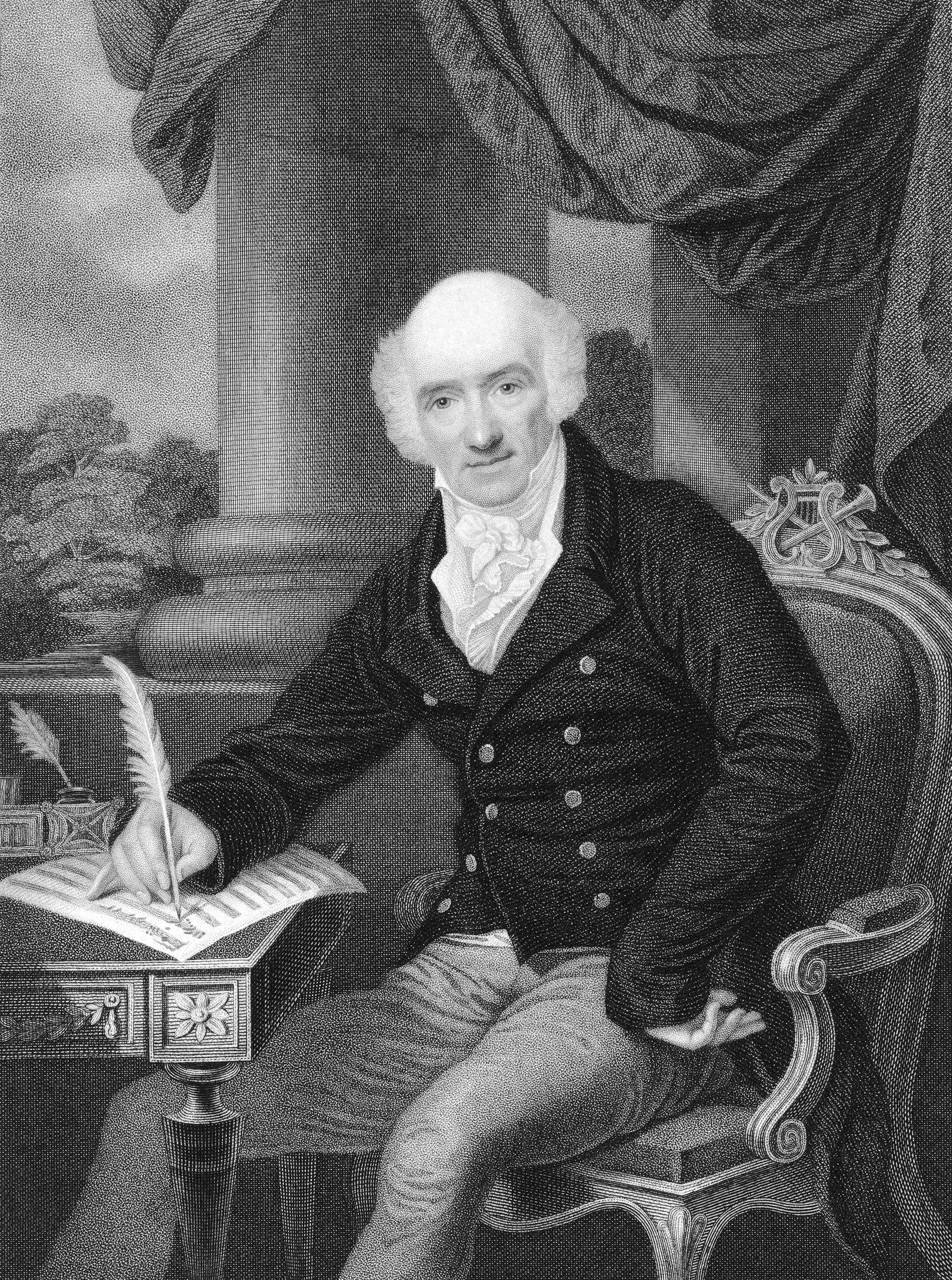
Giovanni Battista Viotti

Le Viotti, ex-Bruce est un célèbre violon créé par Stradivarius en 1709. Il est baptisé en l'honneur du violoniste de renom Giovanni Battista Viotti.
Viotti a reçu ce violon comme un signe d'admiration de la Grande Catherine. On sait que Viotti a commandé la construction d'au moins une réplique de ce violon. La liste des propriétaires suivants comprend : M. Menessier 1824; M. Brochant de Villiers; M. Meunié, 1860; Jean-Baptiste Vuillaume; Pierre Silvestre, au nom de William E. Hill & Sons, 1897; le Baron Knoop, 1897; M. R. C. Baker, 1905; Lewis Bruce; et John Bruce d'après lequel il est également nommé.
Le Stradivarius Viotti; ex-Bruce, est considéré comme étant en très bon état et ne présentant pas l'usure et les réparations présentes dans de nombreux autres instruments de l'époque. Il a été acheté par la Royal Academy of Music, pour la somme de 3,5 millions £ en septembre 2005. La provenance est aussi un facteur important dans l'évaluation des violons. Le financement a été fourni par le Gouvernement britannique et par le Fonds National Art Collections, le The Art Fund et de nombreux donateurs privés.
L'instrument est exposé dans le Royal Academy of Music Museum (en). On pourra également entendre le Viotti ex-Bruce. 
L'instrument sera joué de temps en temps, dans des conditions très contrôlées, soit pour des raisons de recherche, soit lors de spectacles occasionnels.
Viotti possédait deux violons Stradivarius de 1709. L'autre instrument, qui a ensuite été détenu par Marie Hall, est maintenant la propriété de la collection Chi-Mei. Viotti possédait aussi un violon Stradivarius de 1712, qui est entré dans la collection Henry Hottinger (en). Depuis 1965, il a été détenu par Isaac Hurwitz.